# Colorpoint

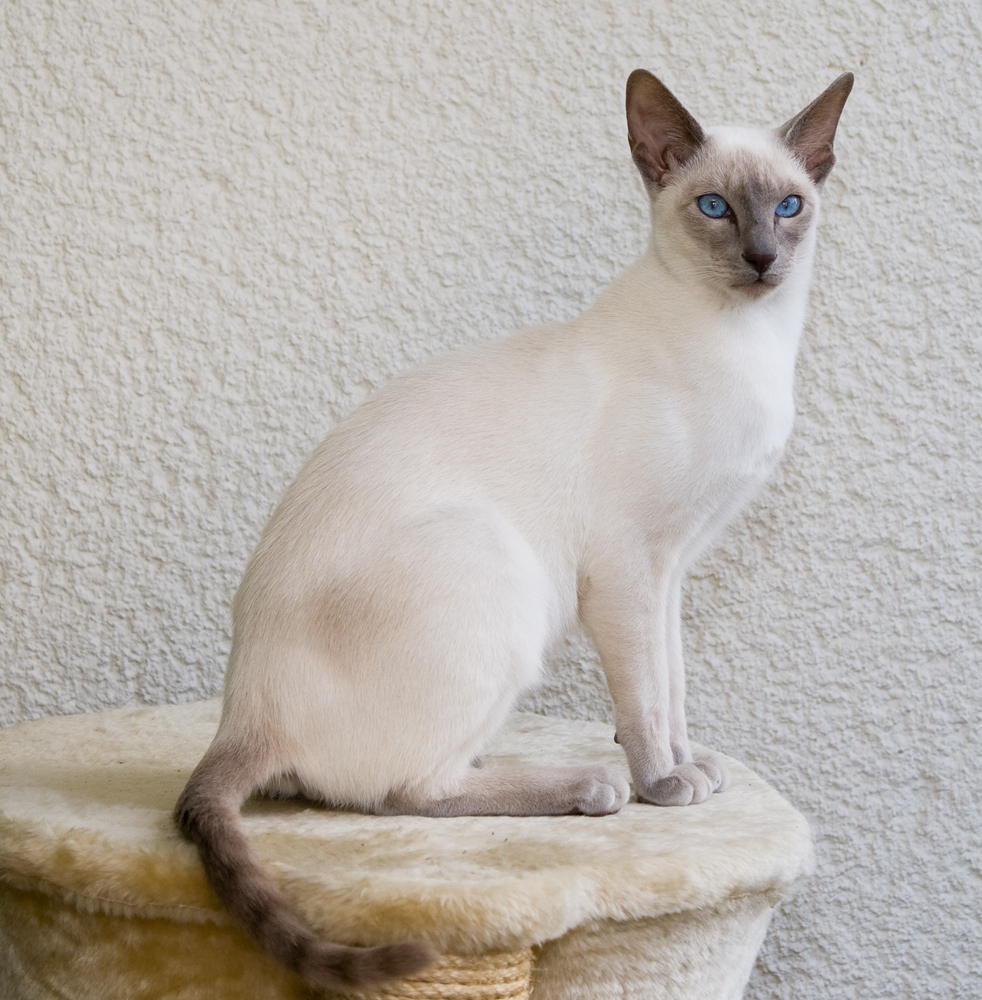
En ung lilamaskad siames

Colorpoint, även siamesmaskning eller himalayateckning är en utfärgning på en katt orsakat av ett recessivt anlag som gör att de kallare delarna får mer färg än övriga kroppen. Utfärgningen innebär att ansikte, öron, svans och ben får en betydligt mörkare färg än resten av kroppen - en så kallad "mask". En colorpointkatt har alltid blå ögon och föds helt vit och mörknar sedan ju äldre den blir. Den ras som kanske främst förknippas med colorpointmaskning är siamesen. Andra colorpointmaskade raser är till exempel balines, seychellois, ragdoll, Sibirisk Neva Masquerade, birma och snowshoe, och maskning godkänns också på flera andra raser, som till exempel perser, brittiskt korthår, devon rex och cornish rex.  Colorpoint perser kallas vanligen för just himalaya-perser.